# Ізабелла Гінор
Ізабелла Гінор — ізраїльська журналістка та аналітик пострадянських справ.

## Біографія
Ізабелла Гінор народилася в Україні та іммігрувала до Ізраїлю в 1967 році. Вона навчалася в Тель-Авівському університеті та є співробітником Науково-дослідного інституту Гаррі С. Трумена зі сприяння миру Єврейського університету в Єрусалимі.
Гінор разом з Гедеоном Ремезом стала лауреаткою Книжкової премії 2008 року (срібної медалі) Вашингтонського інституту близькосхідної політики за твір «Foxbats over Dimona».

## Опубліковані твори
- Isabella Ginor (1989), מטפורה (German) , ספרית פועלים, с. 128 [Інтернет = https://books.google.com/books?id=slo2AAAAMAAJ [Архівовано 10 червня 2016 у Wayback Machine.] ]
- Isabella Ginor (10 червня 2000). How Six Day war almost led to Armageddon. The Guardian. Архів оригіналу за 1 лютого 2021. Процитовано 21 червня 2012.
- Изабелла Гинор (11 жовтня 2000). Джихад из Багдада. Время новостей, N°144. Архів оригіналу за 3 жовтня 2012. Процитовано 21 червня 2012.
- Изабелла Гинор (7 березня 2002). Арафат забыт, но не прощен. Время новостей. Архів оригіналу за 3 жовтня 2012. Процитовано 21 червня 2012.
- Isabella Ginor. THE COLD WAR'S LONGEST COVER-UP: HOW AND WHY THE USSR INSTIGATED THE 1967 WAR. MIDDLE EAST REVIEW OF INTERNATIONAL AFFAIRS (MERIA) JOURNAL Volume 7, Number 3 (September 2003). Архів оригіналу за 15 червня 2008. Процитовано 21 червня 2012.
- Изабелла Гинор (24 квітня 2003). Москва собиралась уничтожить Израиль. Едиот Ахронот. Архів оригіналу за 1 лютого 2021. Процитовано 21 червня 2012.
- Изабелла Гинор; Гидеон Ремез (10 жовтня 2003). Судный день Советского Союза начался на Востоке. vremya.ru. Архів оригіналу за 1 лютого 2021. Процитовано 21 червня 2012.
- Ізабелла Гінор, Гедеон Ремез: Незакінчений бізнес: ніколи не надіслана дипломатична нота підтверджує замислення Москви про шестиденну війну . У: Шоста північна конференція з питань Близького Сходу: Перероблений проект . — Копенгаген: Данський інститут міжнародних досліджень, DIIS, 8–10 жовтня 2004 р.
- Ізабелла Гінор, Гедеон Ремез: Лисиці над Дімоною : Ядерна азартна система Рад в шестиденній війні . — Yale University Press, 2007. — 287 Seiten -ISBN 0300123175, 9780300123173
- Изабелла Гинор; Гидеон Ремез (5 червня 2007). "Время новостей": Ядерные игры перед короткой войной. newsru.co.il. Архів оригіналу за 29 жовтня 2013. Процитовано 21 червня 2012.
- Isabella Ginor; Gideon Remez (8 жовтня 2008). Analysis: Back to the USSR. jpost.com. Архів оригіналу за 22 січня 2020. Процитовано 21 червня 2012.
- Isabella Ginor; Gideon Remez (8 вересня 2008). The Six-Day War as a Soviet Initiativ: New Evidence and Methodological Issues. worldsecuritynetwork.com. Архів оригіналу за 5 січня 2013. Процитовано 21 червня 2012.
- Изабелла Гинор; Гидеон Ремез (6 жовтня 2008). Кровавая ближневосточная ничья. Неоцененный вклад Советского Союза в войну Судного дня. vremya.ru. Архів оригіналу за 2 лютого 2021. Процитовано 21 червня 2012.
- Изабелла Гинор (21 вересня 2009). Обама, Нетаньяху и Аббас встречаются в Нью-Йорке. rfi.fr. Архів оригіналу за 24 лютого 2021. Процитовано 21 червня 2012.